# Artemisia lucentica
Artemisia lucentica là một loài thực vật có hoa trong họ Cúc. Loài này được Oriol de Bolòs, Vallès và Josep Vigo Bonada mô tả khoa học đầu tiên năm 1987.